# Sally Miller Gearhart
Sally Miller Gearhart (Pearisburg, 15 de abril de 1931 – Ukiah, 14 de julho de 2021) foi uma professora feminista, escritora de ficção científica e ativista política norte-americana. Em 1973, ela se tornou a primeira lésbica assumida a obter uma posição de professora titular quando foi contratada pela Universidade Estadual de São Francisco, onde ajudou a estabelecer um dos primeiros programas de estudos sobre mulheres e gênero no país. Mais tarde, ela se tornou uma ativista dos direitos gays conhecida nacionalmente.

## Primeiros anos
Sally Miller Gearhart nasceu em Pearisburg, na Virgínia, em 1931, é filha de Sarah Miller Gearhart e Kyle Montague Gearhart. Sua mãe era secretária e seu pai era dentista. Depois que o casal se divorciou no início da infância, Gearhart mudou-se para a pensão da avó materna. Lá, ela experimentou a camaradagem feminina e desenvolveu uma admiração pela "força coletiva das mulheres".
Gearhart frequentou uma instituição só para mulheres, o Sweet Briar College, perto de Lynchburg, Virgínia. Ela se formou como Bacharel em Artes Dramáticas e Inglês em 1952. Na Universidade de Bowling Green State, ela obteve um mestrado em teatro e discurso público em 1953. Ela continuou na Universidade de Illinois em Urbana-Champaign, obtendo seu doutorado em teatro em 1956, com a intenção de seguir uma vida acadêmica.

## Carreira acadêmica
Gearhart começou a dar aulas sobre oratória e teatro na Universidade Estadual Stephen F. Austin em Nacogdoches, Texas, e, posteriormente, mudou-se para o Texas Lutheran College (agora Universidade) em Seguin, Texas. Em ambas as posições, Gearhart vivia no armário e escondia sua verdadeira identidade sexual para se adequar à cultura das escolas. Como professora, ela era incrivelmente popular e procurada, mas sua vida pessoal era cheia de lutas por viver no armário. Ela se viu alvo de tentativas de chantagem e, como resultado, negou publicamente sua sexualidade.
Em 1969, Gearhart seguiu uma amante para o Kansas. No ano seguinte, ela se mudou para São Francisco sem nenhum plano além de sua determinação de viver abertamente como lésbica.
Em 1973, Gearhart foi contratada pela Universidade Estadual de São Francisco, onde passou de professora de oratória a professora de história das mulheres. Lá, ela conseguiu desenvolver um dos primeiros programas de estudos sobre mulheres e gênero nos Estados Unidos. Com a sua ajuda, a universidade foi a primeira a desenvolver um curso que abordasse os papéis sexuais e as comunicações. Ela continuou na Universidade Estadual de São Francisco até sua aposentadoria em 1992.

## Atuação como ativista
Depois que Gearhart recebeu estabilidade na Universidade Estadual de São Francisco, ela se tornou politicamente ativa, lutando em particular por causas feministas radicais.
Em 1978, Gearhart lutou ao lado de Harvey Milk, um dos primeiros políticos abertamente gays nos EUA, para derrotar Proposta 6 da Califórnia, conhecida como "Iniciativa Briggs". Gearhart debateu com John Briggs, atacando a iniciativa de banir homossexuais de cargos acadêmicos em escolas públicas. Um clipe do debate apareceu no documentário The Times of Harvey Milk, que também incluiu Gearhart falando sobre trabalhar com Milk contra a Proposta 6 e as reações em São Francisco após o assassinato de Milk.
Em meados da década de 1970, Gearhart foi copresidente do Conselho sobre Religião e Homossexualidade. Esta organização ofereceu uma variedade de eventos de palestras e literatura para educar os seguidores sobre a tradição judaico-cristã. Também educou os legisladores sobre os estilos de vida das pessoas lésbicas, gays, bissexuais e transgénero.
Gearhart também foi destaque em vários documentários, incluindo Word Is Out: Stories of Some of Our Lives, lançado em 1977, e "Last Call at Maud's", lançado em 1993. Ela apareceu brevemente no curta-metragem de Barbara Hammer, "Superdyke", de 1975.
Ao longo de sua carreira, Gearhart lutou pelos direitos dos animais e se envolveu com causas de base ecológica e com o movimento de espiritualidade feminina.
Gearhart se autodenominou "uma ativista política em recuperação".

## Atuação como escritora
Enquanto morava em São Francisco, Gearhart começou a escrever romances e contos feministas de ficção científica que destacavam seus |ideais utópicos para um público lésbico mais amplo. Em 1978, seu romance mais famoso, The Wanderground, foi publicado, explorando temas de ecofeminismo e separatismo lésbico. Ela escreveu dois livros como parte da trilogia Earthkeep, The Kanshou, publicado em 2002, e The Magister, publicado em 2003. Ambas as histórias exploram um mundo distópico onde as mulheres superam os homens em número e os humanos são os únicos seres no planeta.
Em 1976, Gearhart co-escreveu A Feminist Tarot com Susan Rennie. Foi publicado pela Persephone Press e utilizou imagens convencionais de Rider-Waite-Smith. Este livro foi um dos vários livros de adivinhação de tarô no mercado que tentavam encontrar significados alternativos dentro da simbologia, o mais famoso dos quais é provavelmente Motherpeace. Incomum para uma obra de espiritualidade feminista em uma época de adoração à deusa, este livro reinterpretou e subverteu os significados declarados do baralho Rider Waite Smith.

Em 1979, Gearhart publicou o livro "Women's Studies International Quarterly 2", que incluía o ensaio "The Womanization of Rhetoric", que pode ser considerado o primeiro ensaio feminista a rejeitar o princípio-chave da retórica de persuasão, declarando que "Qualquer intenção de persuadir é um ato de violência" (195). Com isso, ela separou a retórica das ideias de dominação, conquista e, muitas vezes, violência. No ensaio, ela chamou essa nova retórica livre de dominação de "retórica convidativa".
De todas as disciplinas humanas, [a retórica] foi a que realizou a sua tarefa de educar os outros para a violência com mais audácia. O fato de ter feito isso com linguagem e metalinguagem, com funções refinadas da mente, em vez de chicotes ou rifles, não o isenta da mentalidade dos violentos. (195)
Ela também foi coautora de um livro intitulado Loving Women/Loving Men: Gay Liberation and the Church, que era dirigido às igrejas e comunidades cristãs conservadoras que proibiam a comunhão entre homossexuais. Embora nunca tenha abraçado totalmente a fé cristã, Gearhart reconheceu as partes dela que eram significativas para seus próprios ideais. Ela afirmou uma vez que "o amor é a verdade universal que está no coração de toda a criação".
No início de sua carreira, Gearhart participou de uma série de seminários na Universidade Estadual de São Francisco, onde acadêmicas feministas discutiam criticamente questões de estupro, escravidão e a possibilidade de aniquilação nuclear. Gearhart descreve uma proposta de três etapas para uma mudança social liderada por mulheres em seu ensaio, "O futuro - se houver um - é feminino":
I) Toda cultura deve começar a afirmar um futuro feminino;
II) A responsabilidade da espécie deve ser devolvida às mulheres em todas as culturas;
III) A proporção de homens deve ser reduzida e mantida em aproximadamente 10% da raça humana.
Gearhart não baseia essa proposta radical na ideia de que os homens são inatamente violentos ou opressivos, mas sim no "perigo real que está no fenômeno da ligação masculina, esse comprometimento de grupos de homens entre si, seja em um exército, uma gangue, um clube de serviço, uma loja, uma ordem monástica, uma corporação ou um esporte competitivo". Gearhart identifica o reforço de poder autoperpetuante e exclusivo dos homens dentro desses grupos como corrosivo para a mudança social liderada pelas mulheres. Assim, se "os homens fossem reduzidos em número, a ameaça não seria tão grande e a atribuição da responsabilidade da espécie à fêmea seria assegurada".
Gearhart, uma pacifista dedicada, reconheceu que esse tipo de mudança não poderia ser alcançado por meio da violência em massa. Sobre a questão crítica de como as mulheres poderiam conseguir isso, Gearhart argumenta que é pela própria capacidade de reprodução das mulheres que a proporção de homens para mulheres pode ser alterada por meio das tecnologias de clonagem ou fusão ovular, ambas as quais produziriam apenas nascimentos femininos. Ela argumenta que, à medida que as mulheres aproveitam estas tecnologias reprodutivas, a proporção entre os sexos mudaria ao longo das gerações.
Daphne Patai, em seu livro Heterophobia: Sexual Harassment and the Future of Feminism, resume o ensaio de Gearhart como: "O futuro deve estar nas mãos das mulheres, somente as mulheres devem controlar a reprodução das espécies; e apenas 10% da população deve ter permissão para ser masculina".
Mary Daly apoiou as propostas de Gearhart, afirmando: "Acho que não é uma má ideia. Se a vida deve sobreviver neste planeta, deve haver uma descontaminação da Terra. Acho que isso será acompanhado por um processo evolutivo que resultará em uma redução drástica da população de machos."

## Vida pessoal
Gearhart sabia desde os dez anos que não teria filhos e, na faculdade, descobriu que era lésbica. Ela leu romances lésbicos, mas os destruiu no início de sua carreira porque não queria que sua identidade sexual fosse revelada.
Sua parceira foi Jane Gurko, professora da Universidade Estadual de São Francisco, até a morte dela em 2010.
Gearhart passou seus últimos anos de vida em Willits, uma pequena cidade situada no coração da "região das sequoias" do Condado de Mendocino, no norte da Califórnia, antes de se mudar para uma casa de repouso na vizinha Ukiah. Após uma longa doença, ela morreu em Ukiah em 14 de julho de 2021, aos 90 anos de idade.

## Legado
O Fundo Sally Miller Gearhart para estudos lésbicos foi criado por Carla Blumberg, uma das ex-alunas de Gearhart, em janeiro de 2008 na Universidade de Oregon. Foi criado para promover a pesquisa e o ensino em estudos lésbicos por meio de uma série anual de palestras e uma cátedra na universidade. A primeira palestra foi dada por Arlene Stein da Universidade Rutgers em 27 de maio de 2009, e foi intitulada The Incredibly Shrinking Lesbian World and Other Queer Conundra.
Os documentos de Sally Miller Gearhart (1956–1999) estão guardados nas Coleções Especiais e Arquivos Universitários das Bibliotecas da Universidade de Oregon.
Gearhart é uma entrada no livro de 2003, semelhante a um dicionário, The A to Z of the Lesbian Liberation Movement: Still the Rage, de JoAnne Myers.
Gearhart foi retratada por Carrie Preston na minissérie de 2017 When We Rise, que tratou da evolução da comunidade LGBT em São Francisco e do avanço dos direitos civis LGBT na América.
Em 2022, um documentário sobre Gearhart está em produção, dirigido pela documentarista Deborah Craig.

## Obras publicadas
- 1953: Some Modern American Concepts of Tragic Drama as Revealed by the Critical Writings of Twentieth Century American Playwrights (em inglês)[26]
- 1956: Aristotle and Modern Theorists on the Elements of Tragedy. (em inglês)[27]
- 1972: The Lesbian and God-the-Father, or, All the Church Needs Is a Good Lay... On Its Side (em inglês)[28]
- 1974: Loving Women/Loving Men: Gay Liberation and the Church (em inglês)[12]
- 1976: A Feminist Tarot (em inglês)[12]
- 1978: The Wanderground (em inglês)[12]
- 1979: "The Sword and the Vessel Versus the Lake on the Lake" (em inglês)[3]
- 1981: "The Future – If There Is One – Is Female" (em inglês)[29]
- 1994: "Visões de Futuro: A Política de Hoje: Utopias Feministas em Revista" (em inglês)[30]
- 2002: The Kanshou (em inglês)[31]
- 2003: The Magister (em inglês)[32]